# Масурас, Яннис
Яннис Масурас (греч. Γιάννης Μασούρας; род. 24 августа 1996, Патры) — греческий футболист, защитник кипрского клуба «Омония» Никосия.

## Карьера
Воспитанник греческого клуба «Атромитос» Патры. Профессиональную карьеру начал в 2013 году в составе клуба «Панахаики». 22 марта 2014 года в матче против клуба «Визас» дебютировал в греческой футбольной лиге.
В 2015 году подписал контракт с греческим клубом «Лариса». 23 апреля 2017 года в матче против клуба «Ксанти» дебютировал в чемпионете Греции.
1 июля 2018 года стал игроком греческого клуба «Олимпиакос» Пирей.
13 сентября 2020 года правах аренды перешёл в польский клуб «Гурник» Забже. 13 сентября 2020 года в матче против клуба «Лехия» Гданьск дебютировал в чемпионете Польши.
31 августа 2021 года был арендован клубом «Спарта» Роттердам. 12 сентября 2021 года в матче против клуба «Фортуна» Ситтард дебютировал в чемпионете Нидерландов.
8 июля 2023 года перешёл в греческий клуб «Кифисья».

## Достижения
«Лариса»
- Победитель греческой футбольной лиги: 2015/16

## Клубная статистика
| Игровая карьера | Игровая карьера    | Игровая карьера | Лига | Лига | Кубки | Кубки | Межд. | Межд. | СК | СК |
| --------------- | ------------------ | --------------- | ---- | ---- | ----- | ----- | ----- | ----- | -- | -- |
| 2018/19         | Паниониос          | А               | 7    | 1    | 1     | 0     | —     | —     | —  | —  |
| 2019/20         | Паниониос          | А               | 13   | 0    | 1     | 0     | —     | —     | —  | —  |
| 2019/20         | Лариса             | А               | 1    | 0    | —     | —     | —     | —     | —  | —  |
| 2020/21         | Гурник (Забже)     | А               | 23   | 0    | 2     | 0     | —     | —     | —  | —  |
| 2021/22         | Спарта (Роттердам) | А               | 18   | 0    | 1     | 0     | —     | —     | —  | —  |
| 2022/23         | Медзь              | А               | 14   | 1    | —     | —     | —     | —     | —  | —  |
| 2023/24         | Кифисья            | А               | 19   | 1    | 2     | 0     | —     | —     | —  | —  |
| 2024            | Астана             | А               | 6    | 0    | 3     | 0     | —     | —     | —  | —  |